# San Pedro de Mérida
San Pedro de Mérida est une commune d’Espagne, dans la province de Badajoz, communauté autonome d'Estrémadure.

## Situation
La commune se trouve sur la route entre Trujillanos et Madrid.
Elle dépend de la comarque (division territoriale) de Tierra de Mérida - Vegas Bajas (es) (Montijo).

## Monuments
- Basilique wisigothe
- Église de saint-Pierre Apôtre